# Fred Whitcroft
Frederick John Whitcroft, född 20 december 1882 i Port Perry, Ontario, död 9 augusti 1931 i Atlin, British Columbia, var en kanadensisk professionell ishockeyspelare.

## Karriär
Fred Whitcroft inledde ishockeykarriären med Peterborough Colts i Ontario Hockey Association. Säsongen 1906–07 anslöt han till Kenora Thistles och i mars 1907 var han med om att försvara lagets Stanley Cup-titel mot utmanarlaget Brandon från Manitoba då Thistles vann dubbelmötet med siffrorna 8-6 och 4-1.
Säsongen 1907–08 skrev Whitcroft på för Edmonton Eskimos i Alberta Professional Hockey League och i december 1908 utmanade laget Montreal Wanderers om Stanley Cup. Edmonton tog in rekordmånga spelare på lån inför dubbelmötet med Wanderes, bland dem Lester Patrick, Tommy Phillips och Didier Pitre, men föll trots detta med 3-7 i den första matchen. Edmonton vann därefter returmötet med 7-6 men Wanderers stod som totalsegrare med målskillnaden 13-10. I januari 1910 utmanade Edmonton Eskimos åter igen om Stanley Cup, denna gången mot Ottawa Senators, men trots fem mål från Whitcrofts klubba förlorade Edmonton dubbelmötet mot Ottawa med siffrorna 4-8 och 7-13.
Whitcroft spelade sin sista säsong 1910 då han deltog i fem matcher med Renfrew Creamery Kings i National Hockey Association.
Whitcroft avled i en hjärtinfarkt i Atlin, British Columbia, 1931. 1962 valdes han posthumt in i Hockey Hall of Fame.

## Statistik
APHL = Alberta Professional Hockey League, MPHL = Manitoba Professional Hockey League, Trä. = Träningsmatcher
| 1906–07            | Peterborough Colts     | OHA                | 5  | 13 | 0 | 13 | 33 | — | —  | — | —  | —  |
| 1906–07            | Kenora Thistles        | MPHL               | 4  | 3  | 0 | 3  | —  | 2 | 5  | 0 | 5  | 0  |
| 1906–07            | Kenora Thistles        | Stanley Cup        | —  | —  | — | —  | —  | 2 | 2  | 0 | 2  | 3  |
| 1907–08            | Edmonton Eskimos       | APHL               | 10 | 35 | 7 | 42 | 12 | 8 | 24 | 7 | 31 | 12 |
| 1908–09            | Edmonton Eskimos       | Trä.               | 10 | 27 | 0 | 27 | 12 | 7 | 19 | 0 | 19 | 14 |
|                    |                        | Stanley Cup        | —  | —  | — | —  | —  | 2 | 2  | 0 | 2  | 18 |
| 1909–10            | Edmonton Eskimos       | Stanley Cup        | —  | —  | — | —  | —  | 2 | 5  | 0 | 5  | 2  |
| 1910               | Renfrew Creamery Kings | NHA                | 5  | 3  | 0 | 3  | 13 | – | –  | – | –  | –  |
| Stanley Cup totalt | Stanley Cup totalt     | Stanley Cup totalt | —  | —  | — | —  | —  | 6 | 9  | 0 | 9  | 23 |

Statistik från hockey-reference.com